# Thamnomalia
Thamnomalia és un gènere de molses de la família de les neckeràcies, el gènere fou descrit per Sana Olsson, Johannes Enroth i Dietmar Quandt l'any 2011 i consta de dues espècies: Thamnomalia glabella, anteriorment classificada com a Homalia glabella, i Thamnomalia tumidicaulis anteriorment englobada dins el gènere Thamnobryum.

## Descripció
Les dues espècies de Thamnomalia tenen una àrea de distribució semblant: són presents a l'Amèrica Central i Thamnomalia glabella també és present al sud-est de Brasil. Són saxícoles tot i que ocasionalment poden créixer damunt de troncs.
Ambdós espècies tenen trets morfològics diferenciats. Tanmateix comparteixen algunes trets com el seu hàbit frondós, el desenvolupament d'un brancatge irregular i la disposició complanada dels fil·lidis. Els caulidis presenten un filament central, a vegades difícilment distingible. Les cèl·lules apicals són fortament engrossades i sovint poroses mentre que les medials tenen unes parets clarament més estretes. Les cèl·lules alars amb prou feines es diferencien. El marge de l'àpex del fil·lidi és dentat. Ambdós espècies tenen un pseudoparafil·le foliós i en el cas de T. glabella també desenvolupa pseudoparafil·le filamentós.
Els fil·lidis de T. glabella són clarament asimètrics, mentre que els de T. tumidicaulis són simètrics; T. glabella presenta un nervi doble i curt mentre que T. tumidicaulis el nervi és simple i percurrent.